# 中共江潜监中心县委
中共江潜监中心县委，又称中国共产党江潜监中心县委员会，是中国共产党于1941年4月成立的一个短期中心县委员会，辐射江陵、潜江、监利三县。

## 沿革
1941年4月，中共豫鄂边区党委为发展潜江、江陵、监利敌后抗日游击战争，命沈清在潜江组建中共江潜监中心县委。沈清在竹市享堂湾召开潜江、江陵两县县委负责人会议，成立中共江（陵）、潜（江）、监（利）中心县委，沈清任书记，李智任组织部长，时任中共江陵县委书记的彭祥麟兼任中心县委宣传部长。中心县委下辖潜江、江陵两个县委和监北工委，隶属边区党委领导。中心县委计划将潜江、江陵、监利等老洪湖苏区连成一片，并派潘烈芳去江陵联系，江陵也派杨知时来潜江配合。但由于当时日军和汪伪政权控制熊口、浩口等关口，潜江独立营与江陵独立营始终无法会师。
同年8月，中共潜江县委决定派潜江独立营联合国军张明富，配合襄北新四军共同消灭汪伪政权曾繁涛部。但由于国军临时失信，独立营出兵失利。国军随与伪军合作，发动潜江事变，沈清被迫率潜江独立营北渡襄河，9月转至京山小花岭。国军趁机围剿江陵中共力量，最终导致中共江潜监中心县委、江陵县委和潜江县委至此全部被破坏，新四军亦丧失潜江、江陵抗日根据地。